# El Fraile, Guerrero
El Fraile är en ort i Mexiko.   Den ligger i kommunen Taxco de Alarcón och delstaten Guerrero, i den södra delen av landet, 110 km sydväst om huvudstaden Mexico City. El Fraile ligger 1 477 meter över havet och antalet invånare är 464.
Terrängen runt El Fraile är kuperad åt nordost, men åt sydväst är den bergig. El Fraile ligger nere i en dal. Runt El Fraile är det ganska tätbefolkat, med 172 invånare per kvadratkilometer. Närmaste större samhälle är Taxco de Alarcón, 3,9 km nordost om El Fraile. I omgivningarna runt El Fraile växer huvudsakligen savannskog.